# Agrobate barbu
Tychaedon barbata
Espèce
Synonymes
- Tychaedon barbata (Hartlaub & Finsch, 1870)[1]

Statut de conservation UICN

 LC  : Préoccupation mineure
L'Agrobate barbu (Tychaedon barbata) est une espèce de petits passereaux de la famille des Muscicapidae.

## Systématique
S'appuyant sur diverses études phylogéniques, le Congrès ornithologique international (classification version 4.1, 2014) déplace cette espèce, alors placée dans le genre Erythropygia, dans le genre Cercotrichas.

## Répartition et habitat
Cet oiseau est répandu à travers le miombo.